# Phryganea grandis
Phryganea grandis is een schietmot uit de familie Phryganeidae. De soort komt voor in het Palearctisch gebied. De wetenschappelijke naam van de soort werd in 1758 gepubliceerd door Carl Linnaeus.

## Kenmerken
De vrouwtjes zijn over het algemeen groter dan de mannetjes, die de kenmerkende vleugelstrepen missen.

## Verspreiding
Deze grote kokerjuffer komt voor in het noordelijk deel van Europa.